# 偶像 (YOASOBI歌曲)
〈偶像〉（日语： Aidoru）是日本雙人樂團YOASOBI的第3首實體單曲兼第19首數位單曲，在2023年4月12日由日本索尼音樂娛樂發售。該曲改編自赤坂明所著的短篇小說《45510》，講述日本偶像產業的兩面性，且為電視動畫《【我推的孩子】》的片頭曲。
〈偶像〉一曲發行後獲得廣泛的商業性成功，除了在Billboard Japan Hot 100連續21個星期登頂，是該榜史上持續首位最長的單曲，也成為繼YOASOBI出道單曲〈向夜晚奔去〉後第二首Hot 100奪冠歌曲，又達成他們在Billboard Global 200上的第一次前十名，並隨後進佔第一名，為日本音樂界史上第一次達成此創舉。該曲同時也以僅僅五週的時間，打破Oricon公信榜和日本告示牌史上最快達到一億播放量的單曲紀錄。其音樂影片於2023年4月13日分別在YouTube和Niconico動畫上釋出，也在一個月內踏入「一億俱樂部」，亦同樣刷新了J-POP史上MV觀看次數破億的最快紀錄。在2023年MTV日本音樂錄影帶大獎中，〈偶像〉抱走年度最佳歌曲和年度最佳動畫錄影帶兩項大獎。

## 背景與發行
2023年2月19日，日本動畫系列《【我推的孩子】》在其官方YouTube頻道的直播中宣佈將由YOASOBI操刀片頭曲，題為〈偶像〉（「アイドル」）。作為《我推》的粉絲，YOASOBI的詞曲作家Ayase於直播中透露自己在應邀前曾看過原作，在受啟發之下才寫下該曲。〈偶像〉的簡短版本隨著動畫預告片的釋出而公開，至於完整版則在3月17日於日本指定的劇院，與加長90分鐘的動畫第一集〈Mother and Children〉一起首映。在他們的「2023電光石火體育館巡演」（YOASOBI ARENA TOUR 2023 “電光石火”）名古屋頭場結束後，YOASOBI宣布該曲將在同年4月12日於數位音樂和串流媒體平台上公開發售，與動畫的電視首映日期相同。另外，〈偶像〉的英語版（"Idol"）也在同年的5月26日發行，而限定版CD單曲亦預定在6月21日正式公開發售。
〈偶像〉改編自《【我推的孩子】》的衍生作品、由故事原作者赤坂明所著的短篇小說《45510》。該作以B小町成員的角度展開，描述成員對被譽為「終極完美偶像」的C位（中心成員）星野愛的嫉妒，抨擊她只展示其個性的虛假一面、還以「貨真價實的愛」等甜言蜜語唬弄其粉絲。標題則取自星野的手機密碼，也是依照日文九宮格輸入法下，B小町四位初創成員名字首個平假名的對應數字。《45510》在4月13日動畫第一集於電視首播後不久，透過《週刊YOUNG JUMP》的官網公開。

## 構思與評價
〈偶像〉由Ayase作詞並製作，是一首每分鐘166拍、帶單聲聖歌般的哥德式演繹的C大調流行樂曲，內含以秋葉原為根據地的B-boy YouTuber組合Real Akiba Boyz所錄製的不具名背景吼叫聲，以及用英語演唱的福音風格背景合聲。該曲的歌詞講述了尤其是日本偶像等人的娛樂產業兩面性，她們「光鮮亮麗」的形象、猶似「泡泡糖」的歌聲蓋過了整個行業本身的殘酷，並展示了三種不同的視角，分別是星野愛的粉絲對其「完美偶像」的想法、B小町成員對她的忌妒，以及星野愛本人在自己的孩子面前隱藏的母性、貪慾與不完美。 
Game Rant的丹尼·關（Danny Guan）盛讚〈偶像〉為「星野愛的完美代表曲」，從憂鬱的饒舌主歌至充滿活力的J-POP旋律間無縫跳轉的曲風，亦能一瞬之間顛覆聽眾的情感。Screen Rant的約書亞·福克斯（Joshua Fox）就表示儘管該曲的英文版本依舊動聽，但仍稍為遜色於原版，正因為翻譯過後的歌詞基本上維持在原汁原味的狀態，英文版某些部分的流暢性才總是給人不協調的感覺。福克斯又以宇多田光的〈光〉及其英文版本〈Simple And Clean〉作例子，認為YOASOBI應採用同樣的完全重寫手法。
UtaTen的MarSali稱〈偶像〉「從不同的角度突出了偶像的形象」。日本雅虎新聞的德力基彥將該曲的成功與從2022年開始在海外大受歡迎的藤井風〈我寧可去死〉進行比較，評論道該曲從一開始就看清了世界，進而取得成功，並有潛力為日本音樂界踏出一大步。Real Sound的小町碧音則形容〈偶像〉在YOASOBI的芸芸作品中也是最鶴立雞群的那首，也從中感受到Vocaloid歌曲的精髓。

## 音樂錄影帶
〈偶像〉的音樂錄影帶（MV）由《【我推的孩子】》動畫製作工作室動畫工房的中山直哉執導，並在2023年4月13日動畫首集播出的當天上午0:30（JST）時，分別上傳至Ayase的YouTube及Niconico動畫個人頻道。該MV隨後在首映一個月後的隔月18日突破一億觀看數，為YOASOBI繼〈向夜晚奔去〉、〈怪物〉和〈群青〉後，第四首達成此成就的歌曲，用時36天。此紀錄也刷新了J-POP史上MV觀看次數最快破億的紀錄。〈偶像〉英文版的MV則在同年5月26日與歌曲本身一起公開。

## 商業成績
發行兩週後，〈偶像〉的串流播放量和觀看數便據報合計超過一億次。追蹤了兩天數據後，該曲於2023年4月22日以第135位首次登上《告示牌》美國除外全球單曲榜，並在三週後獲得殿軍。〈偶像〉隨後於4月29日以第14位的成績空降Global 200，接續更上升至第十與第九位，為YOASOBI創團以來首次進入該榜前十，也是繼LiSA的〈炎〉後再有J-POP歌曲打進十強。在英文版發行及連續六週守住前十後，該曲在6月6日登上《告示牌》美國除外全球單曲榜的首位，為第一首達成此一里程碑的日本歌曲。
在日本，〈偶像〉於2023年4月24日首次登上Oricon單曲銷量榜，排名第五，隨後在五個星期內逐步上揚至首位，為自〈向夜晚奔去〉之後，YOASOBI第二首在該榜登頂的歌曲。它在數位單曲榜初登板排名第二，僅落後予MAN WITH A MISSION和milet的〈羈絆的奇蹟〉，並在隔週奪魁，接下來連續五週穩守第一名之位，是為雙人組第12首於該榜取得冠軍的單曲，與米津玄師並列。串流媒體榜方面，〈偶像〉連續八星期霸佔頭名，成為繼〈向夜晚奔去〉和〈怪物〉後，YOASOBI在該榜上的第三首奪冠單曲。該曲在5月8日當週達到25,933,824次的播放量，為雙人組以至2023年最高的播放數，亦是Oricon歷史上單週播放量第二多的單曲，僅次於防彈少年團的〈Butter〉，同時獲得連續四週維持超過2000萬播放數的紀錄，跟Official髭男dism的〈Subtitle〉並列。除此之外，〈偶像〉也是BE：FIRST的〈Boom Boom Back〉之後，2023年第二首連續五星期在同週內於數位單曲榜及串流媒體榜皆排在首位的單曲，即Oricon官方俗稱的「數位雙冠」（デジタル2冠），也是YOASOBI第二次達成此成就。至於英文版方面則以6,080次下載量的成績在數位單曲榜初登板排名第八。
日本告示牌方面，〈偶像〉在2023年4月19日初登Hot 100便空降首位，為雙人組繼2020年的〈向夜晚奔去〉後第二首於該榜奪冠的單曲，其頭名寶座也在此後八週未受威脅，也超越了憑〈向夜晚奔去〉達成的六連冠紀錄，與LiSA的〈炎〉並列。該曲首次登上Top Download Songs時排名第二，隨後連續五星期佔據首位.。〈偶像〉同時也在Streaming Songs上奪魁，並於該榜達成八連霸。它在5月3日當週獲得25,783,683次的串流播放數，打破自2022年11月以來由Official髭男dism的〈Subtitle〉保有的單週播放量紀錄，亦成為一週內總播放次數第二多的歌曲，僅次於防彈少年團的〈Butter〉。另外，〈偶像〉也在Hot Animation上連續八週取得第一名。該曲在Oricon和日本告示牌上發行後僅用時五週即在日本達到一億次播放數，比此前最快的防彈少年團〈Butter〉還少上一星期，亦使得YOASOBI成為擁有最多播放數超過一億歌曲的樂團（14首）。

## 現場表演
YOASOBI在2023年4月5日以安可曲單的一部分，在其「電光石火體育館巡演」（YOASOBI ARENA TOUR 2023 “電光石火”）名古屋場中首次現場表演〈偶像〉一曲，Ayase和Ikura兩人也在東京都新宿區東急歌舞伎町塔的免費TikTok特別現場音樂會上演唱了該曲。

## 網路迷因
自〈偶像〉釋出MV後，Twitter便流傳一部將該曲副歌與JAM Project的〈STORM〉（主題曲）結合起來的影片，並在2023年5月7日在「肉Fes 2023 TheCarnival TOKYO」演唱會（肉フェス 2023 Theカーニバル TOKYO）中被Real Akiba Boyz提及，YOASOBI和水木一郎的Twitter帳號亦有發推分享此趣事。

## 收錄曲目
| 數位下載／串流媒體 | 數位下載／串流媒體 | 數位下載／串流媒體 |
| 曲序               | 曲目               | 时长               |
| ------------------ | ------------------ | ------------------ |
| 1.                 | 偶像               | 3:33               |

| 數位下載／串流媒體（英語） | 數位下載／串流媒體（英語） | 數位下載／串流媒體（英語） |
| 曲序                       | 曲目                       | 时长                       |
| -------------------------- | -------------------------- | -------------------------- |
| 1.                         | "Idol"（英文版）           | 3:33                       |

| CD單曲（完全生產限定盤） | CD單曲（完全生產限定盤） | CD單曲（完全生產限定盤） |
| 曲序                     | 曲目                     | 时长                     |
| ------------------------ | ------------------------ | ------------------------ |
| 1.                       | 偶像                     | 3:33                     |
| 2.                       | "Idol"（英文版）         | 3:33                     |
| 3.                       | 偶像（動畫剪輯版）       | 1:30                     |
| 4.                       | 偶像（器樂版）           | 3:33                     |
| 总时长：                 | 总时长：                 | 12:09                    |

## 工作人員名單
來源自Inside Games：
- Ayase – 詞曲、製作人
- Ikura – 主音
- 赤坂明 – 原作故事
- 康妮·青木（Konnie Aoki） – 背景合聲歌詞、英文版歌詞
- BFNK – 英文版歌詞
- 埃博妮·鮑文斯（Ebony Bowens） – 背景合聲
- 克蘿妮·基布爾（Chloe Kibble） – 背景合聲
- 瑪麗斯塔·斯塔布斯（Marista Stubbs） – 背景合聲
- 伊瑪妮·J·道森（Imani J. Dawson） – 背景合聲
- Kyte – 背景合聲
- 萊爾·卡爾（Lyle Carr） – 背景合聲
- 安德魯·索達（Andrew Soda）– 背景合聲
- Real Akiba Boyz – 背景合聲

## 排行和銷量認證
| 排行榜（2023年）                           | 最高位 |
| ------------------------------------------ | ------ |
| 全球（Billboard Global 200）               | 7      |
| 香港（《告示牌》）                         | 2      |
| 日本（Japan Hot 100）                      | 1      |
| 日本（《告示牌》Hot Animation）            | 1      |
| 日本（《告示牌》Streaming Songs）          | 1      |
| 日本（《告示牌》Download Songs）           | 1      |
| 日本（Oricon單曲合算榜）                   | 1      |
| 日本（Oricon數位單曲榜）                   | 1      |
| 馬來西亞（《告示牌》）                     | 19     |
| 新西兰（RMNZ Hot Singles）                 | 19     |
| 新加坡（RIAS）                             | 10     |
| 南韓（Circle数字榜）                       | 97     |
| 台灣（《告示牌》）                         | 2      |
| 台灣（HITO日亞排行榜）                     | 2      |
| 美國（《告示牌》World Digital Song Sales） | 7      |
| 越南（Vietnam Hot 100）                    | 27     |

| 排行榜（2023年）         | 最高位 |
| ------------------------ | ------ |
| 日本（Oricon數位單曲榜） | 8      |

| 排行榜（2023年）     | 最高位 |
| -------------------- | ------ |
| 南韓（Circle数字榜） | 104    |

| 國家或地區                                      | 認證 | 認證單位/銷量 |
| ----------------------------------------------- | ---- | ------------- |
| 日本（日本唱片協會）                            | 金   | 100,000*      |
| 日本（日本唱片協會）                            | 白金 | 100,000,000†  |
| - *僅含認證的實際銷量 - †僅含認證的串流媒體銷量 |      |               |

## 發行歷史
| 地區 | 日期          | 形式                  | 版本                            | 廠牌             | 來源   |
| ---- | ------------- | --------------------- | ------------------------------- | ---------------- | ------ |
| 全球 | 2023年4月12日 | 串流媒體 數位音樂下載 | 日語版                          | 日本索尼音樂娛樂 | [ 80 ] |
| 全球 | 2023年5月26日 | 串流媒體 數位音樂下載 | 英語版                          | 日本索尼音樂娛樂 | [ 81 ] |
| 日本 | 2023年6月21日 | CD單曲                | 日語版 英語版 動畫剪輯版 器樂版 | 日本索尼音樂娛樂 | [ 82 ] |

## 獲得獎項與提名
2023年11月22日公佈第一批得獎名單的第65屆日本唱片大獎上，Ayase憑著在商業市場取得空前成功的〈偶像〉取得作曲獎，YOASOBI本身則抱走特別國際音樂獎，但該曲卻未獲得優秀作品獎，變相失落年終公佈的「大獎」，進而引發部分媒體和粉絲對日本唱片大獎官方評選機制的抨擊。
| 年份 | 獎項                  | 類別                 | 結果   | 來源   |
| ---- | --------------------- | -------------------- | ------ | ------ |
| 2023 | 日本唱片大獎          | 作曲獎（Ayase）      | 獲獎   | [ 86 ] |
| 2023 | MTV日本音樂錄影帶大獎 | 年度最佳歌曲獎       | 獲獎   | [ 87 ] |
| 2023 | MTV日本音樂錄影帶大獎 | 年度最佳音樂錄影帶獎 | 提名   | [ 88 ] |
| 2023 | MTV日本音樂錄影帶大獎 | 最佳動畫錄影帶獎     | 獲獎   | [ 88 ] |
| 2023 | Newtype動畫獎         | 最佳主題曲           | 提名   | [ 89 ] |
| 2023 | TikTok流行趨勢獎      | 音樂類別             | 獲獎   | [ 90 ] |
| 2023 | 新語、流行語大賞      | 不適用               | 第11名 | [ 91 ] |

## 外部連結
- 《週刊YOUNG JUMP》上的《45510》 （页面存档备份，存于）（日語）